# Renault Reinastella
Renault Reinastella är en personbil, tillverkad av den franska biltillverkaren Renault mellan 1929 och 1932. Den uppdaterade Renault Reinasport tillverkades sedan fram till 1934.

## Renault Reinastella
Renault Reinastella efterträdde den enorma 40 CV-modellen som tillverkats utan större förändringar under nästan två decennier. Under utvecklingsperioden hade bilen kallats ”Renahuit” (av franskans ”Renault 8”). När den nya bilen presenterades på bilsalongen i Paris 1928 hade modellnamnet ändrats till ”Reinastella”. Enligt samtidens mode fick bilen en åttacylindrig radmotor. Motorblocket var gjutet i tre delar i konfigurationen 2+4+2 cylindrar. Motorn hade sidventiler. Reinastella var den första Renaultmodell där Louis Renault tvingats följa den övriga bilvärlden och placerat kylaren framför motorn istället för uppe vid torpedväggen. Chassit hade stela axlar med halvelliptiska bladfjädrar fram. På bakaxeln användes kantileverfjädring i kombination med en tvärliggande bladfjäder. Bilen hade mekaniska fyrhjulsbromsar med ett servo som drevs från växellådan. Som alla fina franska bilar var Reinastella högerstyrd. Jämfört med konkurrenter som Bugatti, Delage och Hispano-Suiza framstod bilen som konservativ och omodern och de åldrande kunderna köpte Renault mest av gammal vana.
1930 uppdaterades modellen med enblocksmotor och fyrväxlad växellåda.

## Renault Reinasport
Försäljningen av Renaults stora lyxbil hämmades av den ekonomiska nedgången i början av 1930-talet och 1932 ersattes Reinastella av den mindre Renault Reinasport. Här användes den stora 7,1-litersmotorn i det vänsterstyrda chassit från den mindre Nervastella-modellen. 

## Motor
| Modell      | Motor             | Cylindervolym | Effekt | Bränslesystem   |
| ----------- | ----------------- | ------------- | ------ | --------------- |
| Reinastella | 8-cyl radmotor sv | 7125 cm³      | 115 hk | Enkel förgasare |
| Reinasport  | 8-cyl radmotor sv | 7125 cm³      | 130 hk | Enkel förgasare |